# 関本村
関本村（せきもとむら）は茨城県多賀郡にかつて存在した村である。

## 地理
- 現在の北茨城市の北部に位置する。
- 村域は多賀山地の一部でほとんど山がちな地形になっている。
- 村は太平洋に面している。

## 歴史

### 村域の変遷
- 1889年（明治22年）4月1日 - 町村制施行により、山小屋村・才丸村・山小川村・関本中村・八反村・関本上村・福田村が合併し多賀郡関本村が発足。
- 1956年（昭和31年）3月31日 - 関本村は磯原町・大津町・平潟町・南中郷村・関南村とともに合併し、茨城市が発足。同日、改称し北茨城市となる。関本村は消滅。

変遷表
| 1868年 以前 | 1868年 以前 | 明治22年 4月1日 | 昭和31年 3月31日         | 現在     |
| ----------- | ----------- | --------------- | ------------------------ | -------- |
|             | 山小屋村    | 関本村          | 茨城市 即日改称 北茨城市 | 北茨城市 |
|             | 才丸村      | 関本村          | 茨城市 即日改称 北茨城市 | 北茨城市 |
|             | 山小川村    | 関本村          | 茨城市 即日改称 北茨城市 | 北茨城市 |
|             | 関本中村    | 関本村          | 茨城市 即日改称 北茨城市 | 北茨城市 |
|             | 八反村      | 関本村          | 茨城市 即日改称 北茨城市 | 北茨城市 |
|             | 関本上村    | 関本村          | 茨城市 即日改称 北茨城市 | 北茨城市 |
|             | 福田村      | 関本村          | 茨城市 即日改称 北茨城市 | 北茨城市 |

## 大字
- 山小屋（やまごや）
- 才丸（さいまる）
- 山小川（やまおがわ）
- 関本中（せきもとなか）
- 八反（はったん）
- 関本上（せきもとかみ）
- 福田（ふくだ）

## 人口・世帯

### 人口
総数 [単位： 人]
| 1891年（明治24年） | 2,195 |
| 1902年（明治35年） | 2,620 |
| 1920年（大正 9年） | 3,710 |
| 1935年（昭和10年） | 4,092 |
| 1950年（昭和25年） | 7,337 |
| 1955年（昭和30年） | 8,214 |

### 世帯
総数 [単位： 世帯]
| 1920年（大正 9年） | 790   |
| 1935年（昭和10年） | 754   |
| 1950年（昭和25年） | 1,415 |
| 1955年（昭和30年） | 1,598 |

## 交通

### 鉄道
- 日本国有鉄道（ → 東日本旅客鉄道）
  - ■常磐線
    - 関本駅（ → 大津港駅）